# 矢野哲朗
矢野 哲朗（やの てつろう、1946年11月6日 - ）は、日本の政治家、実業家。
栃木県議会議員（3期）、参議院議員（3期）、外務副大臣（第1次小泉第1次改造内閣）、自由民主党参議院国会対策委員長、新党改革代表代行などを歴任。

## 来歴・人物
父は参議院議員の矢野登。異母姉に作家の落合恵子がいる。慶應義塾大学法学部政治学科卒業後、三共物産株式会社に入社。1983年4月から栃木県議会議員を3期務める。元科学技術庁長官・大島友治の引退に伴い、参議院栃木県選挙区の後継候補選びで、当時県内で絶大な力を誇っていた元副総理・渡辺美智雄派の若手、西川公也（元衆議院議員、元栃木県議会議長）、増渕賢一（元栃木県議会議長）の中から選ばれて出馬し初当選。連続当選3回。防衛政務次官、農林水産政務次官、外務副大臣などを歴任後、2004年から2007年まで参議院自民党国会対策委員長を務めた。
2005年、郵政国会の参議院審議では所属派閥領袖の亀井静香が郵政法案廃案を主張し、参議院最高幹部の参議院議員会長である青木幹雄が郵政法案成立を主張したため、参院国対委員長であった矢野は双方の狭間で苦しむ。審議終盤には所属派閥である参議院亀井派幹部の中曽根弘文も反対に回る圧倒的劣勢となる中で、青木らとともに参議院執行部として郵政法案の参議院採決に尽力した。
2007年8月に行われた安倍内閣改造時には、参議院会派の執行部からの推薦を受けていわゆる参議院枠での入閣が確実視されていたが、結局入閣はならなかった。
2010年の第22回参議院議員通常選挙では自民党の公認を得られなかったために一度引退を表明した。しかし、4月22日に舛添要一とともに自民党を離党し、新党改革に移籍。代表代行に就任したが、選挙には出馬せず引退した。
2014年東京都知事選挙の際、同選挙に立候補した舛添に対し、「新党改革の2億5000万円の借入金を政党交付金などを使い違法に返済した疑いがある」との告発を実名で行った。この中で矢野は舛添が党役員会の承認もないまま借り入れを行っていたことや、党大会の開催や会計の公表を求めたが舛添が応じなかったことを明かし、「仮に都知事になったら、この疑惑は都議会で必ず追及されますよ。前任者（猪瀬直樹）と同じ事態にまたなるわけです」と述べた。この件は舛添が当選した後の2016年にほかの政治資金問題と合わせて都議会で取沙汰されるようになったが、舛添自身は疑惑を否定していた。
2018年秋の叙勲で旭日重光章を受章。